# Blizna (autobiografia)
Blizna (ang. Scar Tissue) – biografia wokalisty zespołu Red Hot Chili Peppers, Anthony'ego Kiedisa, napisana z pomocą Larry'ego Slomana, zadedykowana Billowi i Bobowi. W Stanach Zjednoczonych została opublikowana 6 października 2004 roku, a w Polsce 19 maja 2005 roku, przez wydawnictwo "Sonia Draga".
Książka znalazła się na 17. miejscu listy bestselerów "The New York Timesa".